# 杖立山
杖立山（つえたてやま）は、徳島県佐那河内村と勝浦町の境にある山。標高は724.0m。

## 地理
剣山から中津峰山へと続く主稜線上にあり、名東郡佐那河内村と勝浦郡勝浦町との境界をなす。轆轤山の東方約2kmに位置する。
約250m東方に杖立権現越があり、権現社の小祠がある。佐那河内村嵯峨と勝浦町坂本を結ぶ峠である。現在は峠へ嵯峨峡から徳円寺を経由して阿波中央スカイラインが通じている。
山頂はなだらかな広い尾根で独立峰の風格に乏しい。